# Bonus Malus (film)
Bonus Malus è un film del 1993, diretto da Vito Zagarrio.

## Trama
Marco Altoviti è un ispettore presso una compagnia di assicurazione, uomo di fiducia della titolare dr.ssa Carletti, conduce anche i corsi per i venditori. Egli svolge con metodo il suo lavoro nella zona della Toscana ma è interiormente un uomo insoddisfatto della sua vita e progressivamente tollera sempre meno i comportamenti del colleghi che si comportano disonestamente come Baldini, un agente di Grosseto che intrattiene rapporti con una compagnia concorrente, ed altri che, usando vari metodi, frodano periodicamente la compagnia.
Accanto alle pressioni dovute al lavoro Altoviti vede la sua vita disfarsi: viene lasciato sia dalla fidanzata che dall'amante Paola, quest'ultima dopo avere scoperto di essere incinta ma non di lui; il suo unico amico Andrea decide di cambiare vita e parte per il Burkina Faso ed anche Valeria, una ragazza madre con cui egli non nasconde di volere creare una famiglia, non è interessata a coltivare questo tipo di rapporto.
Altoviti, sempre più depresso, pensa di mollare tutto e di raggiungere Andrea ma sente di non averne la forza, ed una sera in cui la nevrosi sembra prendere il sopravvento tenta il suicidio, lanciandosi con la sua auto in mare, ma anche questo intento fallisce ed egli raggiunge la riva pensando che comunque è assicurato.

## Curiosità
- Claudio Bigagli, Gigio Alberti e Claudio Bisio avevano recitato insieme due anni prima nel film di Gabriele Salvatores Mediterraneo.
- Il film è dedicato alla memoria di Bruno Mancinelli, aiuto regista della pellicola
- Durante una registrazione avvenuta a Livorno nella notte tra il 23 e il 24 settembre 1992, come riporta il quotidiano Il Tirreno, non sapendo che si stesse girando nottetempo una scena del film, fu chiamata da alcuni abitanti una volante per intervenire in via Toti per una "rissa". Al loro arrivo, i poliziotti trovarono sul set montato la scena della rissa, senza nessuno che "si stava ammazzando di botte" come telefonicamente dichiarato.